# Bandorasa Kulon
Bandorasa Kulon is een bestuurslaag in het regentschap Kuningan van de provincie West-Java, Indonesië. Bandorasa Kulon telt 4372 inwoners (volkstelling 2010).